# Unithema xanthochosmea
Unithema xanthochosmea är en insektsart som beskrevs av Desutter-grandcolas 1991. Unithema xanthochosmea ingår i släktet Unithema och familjen syrsor. Inga underarter finns listade i Catalogue of Life.